# Lycodes reticulatus

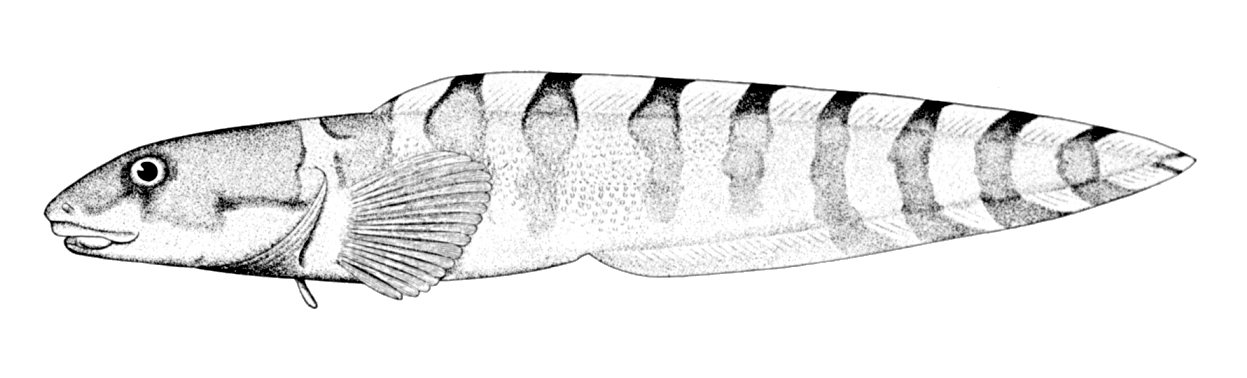
Lycodes reticulatus a Oceanic Ichthyology, de 1896

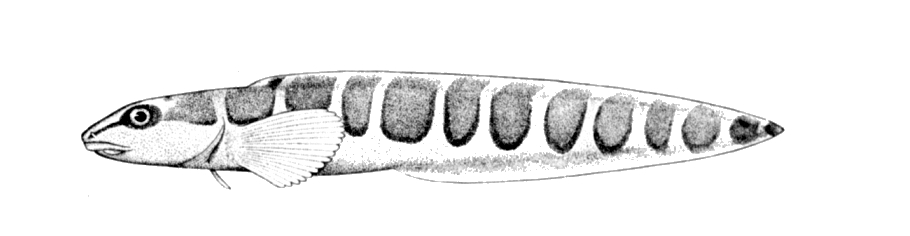
Una altra il·lustració d'Oceanic Ichthyology

Lycodes reticulatus és una espècie de peix de la família dels zoàrcids i de l'ordre dels perciformes.

## Morfologia
- Els mascles poden assolir 36 cm de longitud total.[4]

## Alimentació
Els exemplars petits mengen amfípodes, isòpodes i petits bivalves, mentre que els grossos es nodreixen de gambes, peixos i eufausiacis.

## Hàbitat
És un peix marí i d'aigües profundes que viu entre 100-930 m de fondària.

## Distribució geogràfica
Es troba al Canadà, Groenlàndia, Islàndia, Noruega i els Estats Units.

## Costums
És bentònic.

## Observacions
És inofensiu per als humans.